# Адамрека
Адамрека — река в Мурманской области России. Протекает по территории Терского района. Правый приток реки Хлебная.
Длина реки составляет 21 км.
Берёт начало в озере Большое Адамозеро на высоте 115,2 м над уровнем моря. Протекает по лесной, местами болотистой местности. Порожиста. На высоте 114,4 м проходит через озеро Малое Адамозеро. Впадает в Хлебную справа близ озера Нижнее Хлебное. Населённых пунктов на реке нет.

## Данные водного реестра
По данным государственного водного реестра России относится к Баренцево-Беломорскому бассейновому округу, водохозяйственный участок реки — реки бассейна Белого моря от западной границы бассейна реки Йоканга (мыс Святой Нос) до восточной границы бассейна реки Нива, без реки Поной. Речной бассейн реки — бассейны рек Кольского полуострова и Карелии.
Код объекта в государственном водном реестре — 02020000212101000008582.